# Selma Bacha
Selma Lena Bacha, född den 9 november 2000 i Lyon, är en fransk fotbollsspelare.

## Karriär
Salma Bacha inledde sin seniorkarriär i Olympique Lyonnais år 2017. Hon har även representerat det franska damlandslaget där hon debuterade år 2021.